# Heterochondria atypica
Heterochondria atypica är en kräftdjursart som beskrevs av Ho 1972. Heterochondria atypica ingår i släktet Heterochondria och familjen Chondracanthidae. Inga underarter finns listade i Catalogue of Life.